# 大湾镇 (英德市)
大湾镇，是中华人民共和国广东省清远市英德市下辖的一个乡镇级行政单位。

## 行政区划
大湾镇下辖以下地区：
大湾社区、青坑社区、金湾社区、中步村、麻步村、上洞村、蓝山村、英建村、上坝村、茅塘村、布心村、长山村、小联村、古道村、田心村、旁脚村、鸡蓬村和瑶排村。